# BMX XXX
BMX XXX é um jogo eletrônico de vídeo game de 2002 publicado pela Acclaim Entertainment para o Xbox, GameCube e PlayStation 2 e desenvolvido pela Z-Axis. Embora primariamente uma BMX baseada em esportes de ação, título ganhou a maioria de sua notoriedade por conter nudez e humor adulto. O jogo permite ao jogador criar personagens femininas que estão totalmente de topless e ver clips de vídeo live-action da vida real de strippers, também com os seios nus. Consequentemente, BMX XXX foi inicialmente negada classificação na Austrália. Na América do Norte, enquanto o jogo está disponível sem censura no GameCube e Xbox, todos os seios nus são abordados na versão de PlayStation 2. Embora o conteúdo adulto acumulou uma grande quantidade de publicidade para o jogo, foi quase inteiramente negativa, e foi finalmente lançado para comentários tristes e vendas pobres.

## Produção
BMX XXX tem por base o trabalho anterior feito pela Z-Axis em Dave Mirra Freestyle BMX, o título anterior BMX apresentando e aprovado pelo profissional BMX piloto Dave Mirra. Durante o desenvolvimento do novo jogo, editora Acclaim Entertainment decidiu o estilo do jogo depois de um atrevido sexo comédia filme. Acredita-se geralmente que as origens desta decisão veio quando Acclaim viu o que estava se preparando para ser um jogo extremamente parágrafo, e assim, em um esforço para recuperar o tempo e o dinheiro já investido, em que decidiu acrescentar o humor vulgar e mulheres nuas em um esforço para reunir a publicidade e espero transformar isso em vendas.
Quando Mirra encontrado sobre o conteúdo do jogo ele se recusou a endossar o produto e tomou medidas legais contra a editora Acclaim, a fim de evitar qualquer implicação de seu envolvimento em o jogo. Ele foi bem sucedido na obtenção dos tribunais para bloquear a aprovação de usar seu nome em associação com o jogo, o título foi então reduzido para o seu nome final, BMX XXX.